# Kabumpo in Oz
Kabumpo in Oz (1922) é o décimo-sexto livro sobre a terra de Oz e o segundo escrito por Ruth Plumly Thompson. Foi o primeiro livro sobre Oz creditado integralmente a ela. O primeiro escrito pela autora, The Royal Book of Oz, foi publicado como sendo da autoria de L. Frank Baum.